# The Better Way (pel·lícula de 1911)
The Better Way és una pel·lícula muda dirigida per Thomas H. Ince i protagonitzada per Mary Pickford i King Baggot. La pel·lícula, que reprenia la història d'un vodevil representat pocs anys abans titulat “The Undertow” es va estrenar el 12 d'octubre de 1911. Es considera una pel·lícula perduda.

## Argument
Louis Perry surt de la penitenciaria després de complir la seva sentència i ràpidament reprèn els seus contactes amb els seus companys de qui és el líder. Un dia coneix Lillian Garvey, una soldat de l'Exèrcit de la Salvació. Un company la insulta i en retreure-li Louis es guanya la seva enemistat. Lillian és la única bona noia que ha conegut en anys i se n'enamora. La seva influència fa que vulgui abandonar el seu estil de vida i assisteix a les reunions per convertir-se. Just aleshores, Madeline Raymond, una dona de mala vida que havia estat la seva xicota apareix a la seva vida. Ell intenta proporcionar-li una feina honesta però el destí, en forma d'un vigilant intervé per avisar els altres empleats que la noia és una criminal. Mentrestant, Lillian i Louis es casen.
Un dia un noi és atropellat per un cotxe i Louis el porta a casa seva on es troba a Madeline parlant amb Lillian. Li ha volgut explicar com era la vida de Louis i com la tractava per aconseguir que el deixi però Lillian únicament es compadeix d'ella. Truquen un metge per a que es miri el noi i mentrestant Madeline, per despit, amaga el seu moneder i avisa la policia per denunciar que Louis li ha robat. El metge és l'únic testimoni del que ha fet. En arribar el policia el reconeix com a exconvicte però en anar a arrestar-lo veu el noi ferit i hi reconeix el seu fill. El metge declara la innocència de Louis i el policia el felicita perquè s'ha reformat completament. L'incident impressiona Madeline que decideix que ella també es reformarà.

## Repartiment
- King Baggot (Louis Perry)
- Mary Pickford (Lillian Garvey)
- Owen Moore